# Bezvodnoïe (raïon de Kstovo)
Bezvodnoïe (en russe : Безво́дное) est un village de Russie dans l'arrondissement (raïon) de Kstovo de l'oblast de Nijni Novgorod, siège administratif du conseil rural de Bezvodnoïe qui comprend, outre ce village, cinq autres localités,.

## Géographie
Le village se trouve à 35 km de Nijni Novgorod et 12 km à l'est de Kstovo, en passant par Veliki Vrag, Zimionki et Moukhanovo. Il domine la Volga.

## Histoire

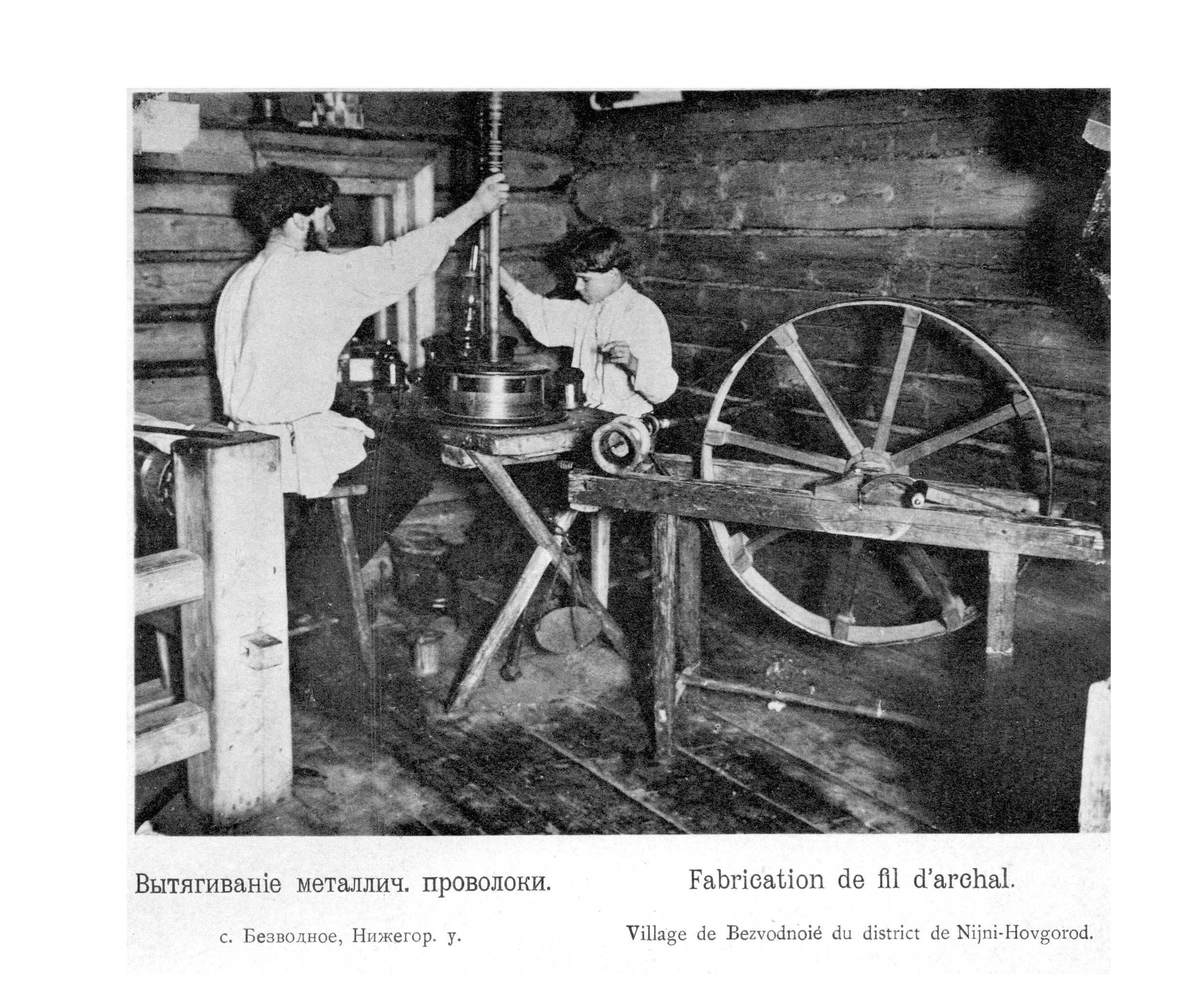
Fabrication de fil d'archal en 1896 à Bezvodnoïé.

Le village est fondé au XIVe siècle sur une colline dominant la Volga. Il est baptisé de son nom car il n'y pas de sources. Il est rebâti dans les années 1570 après avoir subi des attaques répétées.
Les villageois de Bezvodnoïé vivaient d'agriculture, de pêche et de récolte de miel. Les maisons en briques ou en bois, décorées de sculptures complexes, semblent indiquer que dans le passé, les habitants de Bezvodnoïé ne vivaient pas dans la pauvreté. Ils tiraient leurs ressources d'agriculture et de tissage au XIXe siècle, étant des paysans d'État. Les artisans fabriquaient aussi du fil de fer, des feuilles de cuivre et de laiton pour les tamis et étaient célèbres dans toute la Volga, jusqu'à Astrakhan.
L'église du village, dédiée à la Trinité, est ouverte au culte. Elle dépend de l'éparchie de Nijni Novgorod de l'Église orthodoxe russe. Il existe aussi au village une église de vieux-croyants, dédiée à Notre-Dame de Kazan.
Les habitants du village ont été figurants pour plusieurs films au cinéma: dans Le Bonheur d'Assia (1967) et sa suite Riaba ma poule (1994) d'André Kontchalovsky, et dans Un pari étonnant (1970) de Leonid Makarytchev, Un champ russe (1971) de Nikolaï Moskalenko et pour la série télévisée Le Chemin du Calvaire de Vassili Ordynski (1974-1977).

## Population
- 2002: 1052 habitants
- 2010: 1067 habitants

La population de résidents secondaires venus des villes croît fortement pendant la belle saison.

## Galerie

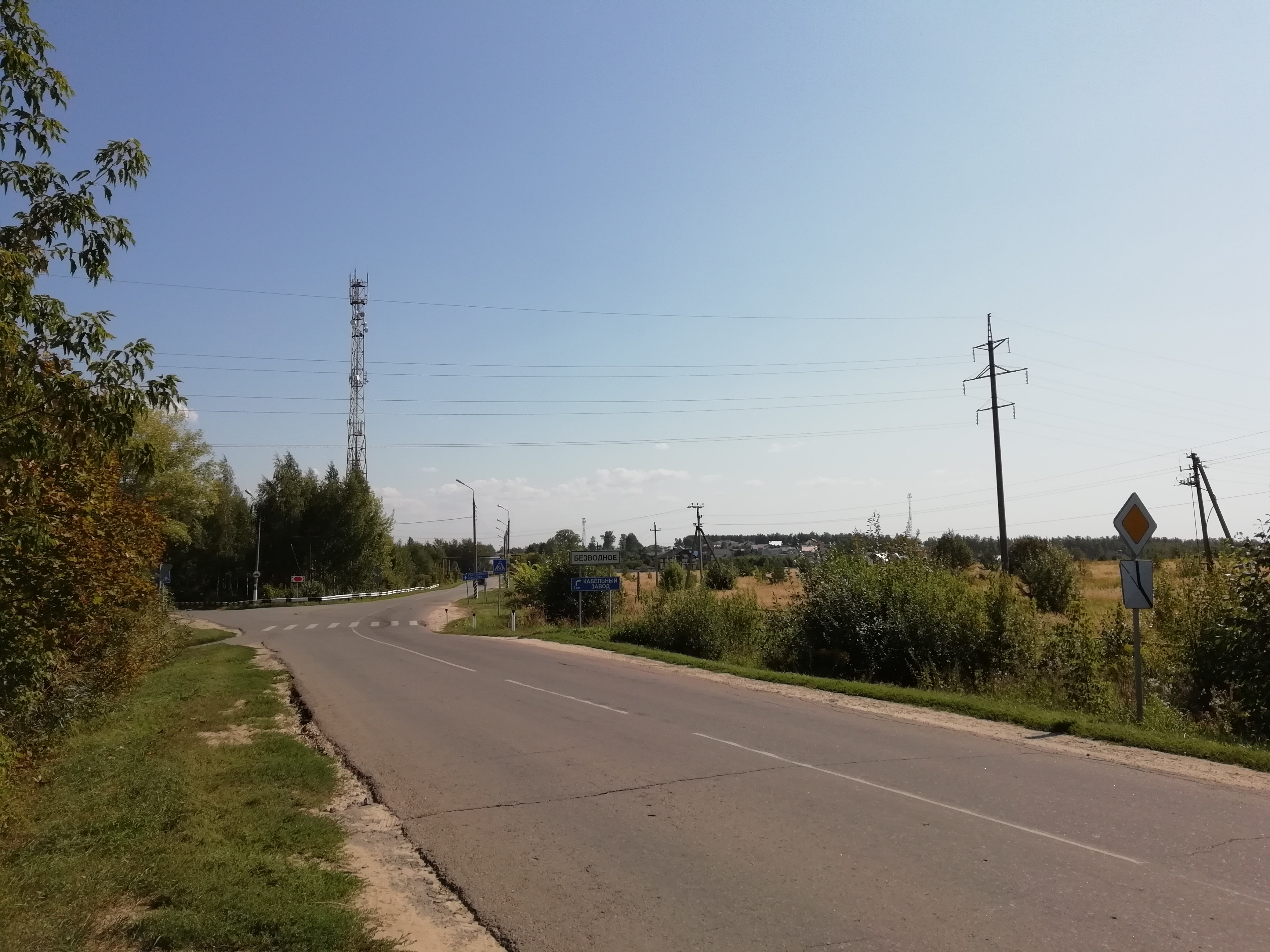
Entrée du village
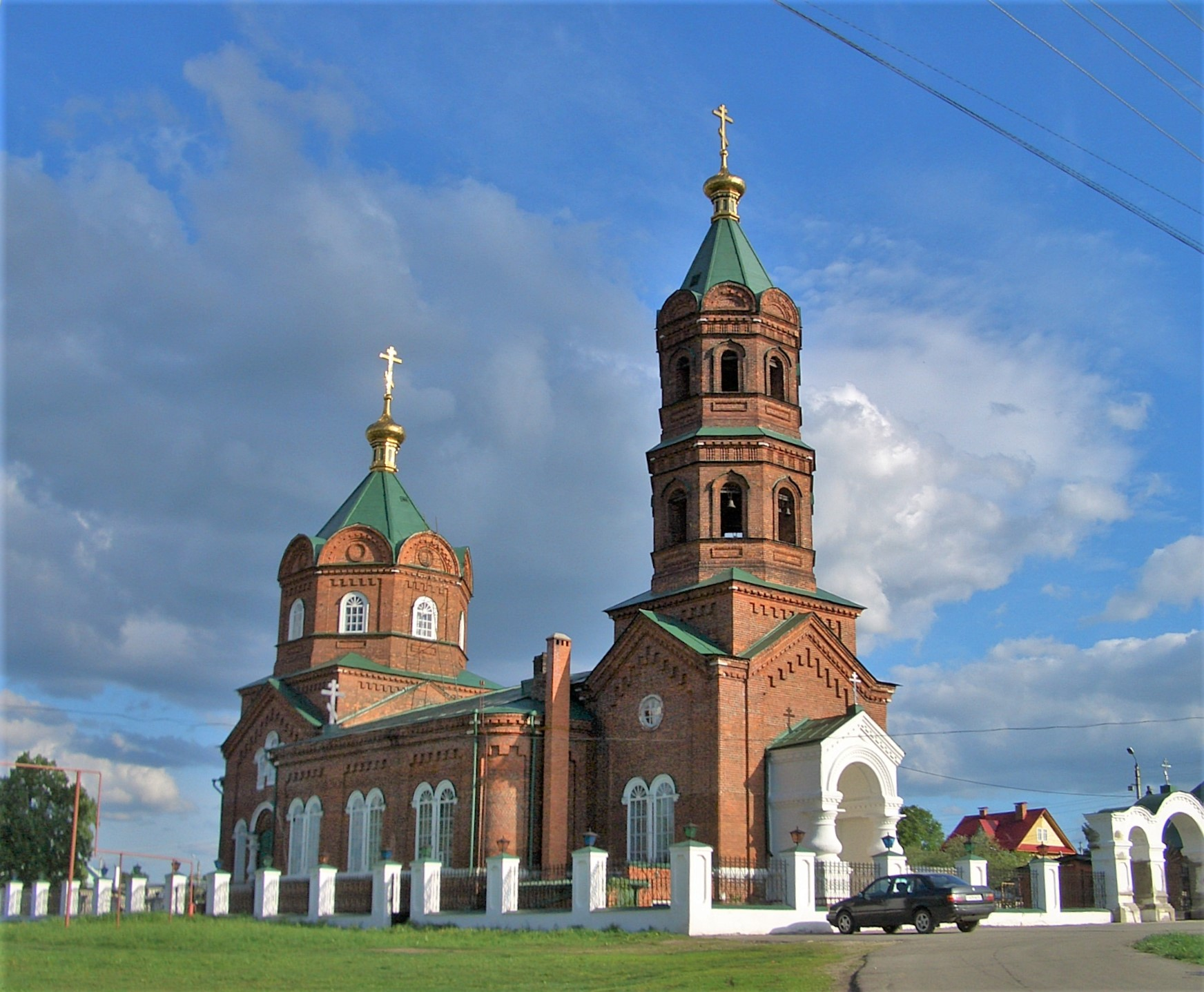
Vue de l'église de la Trinité
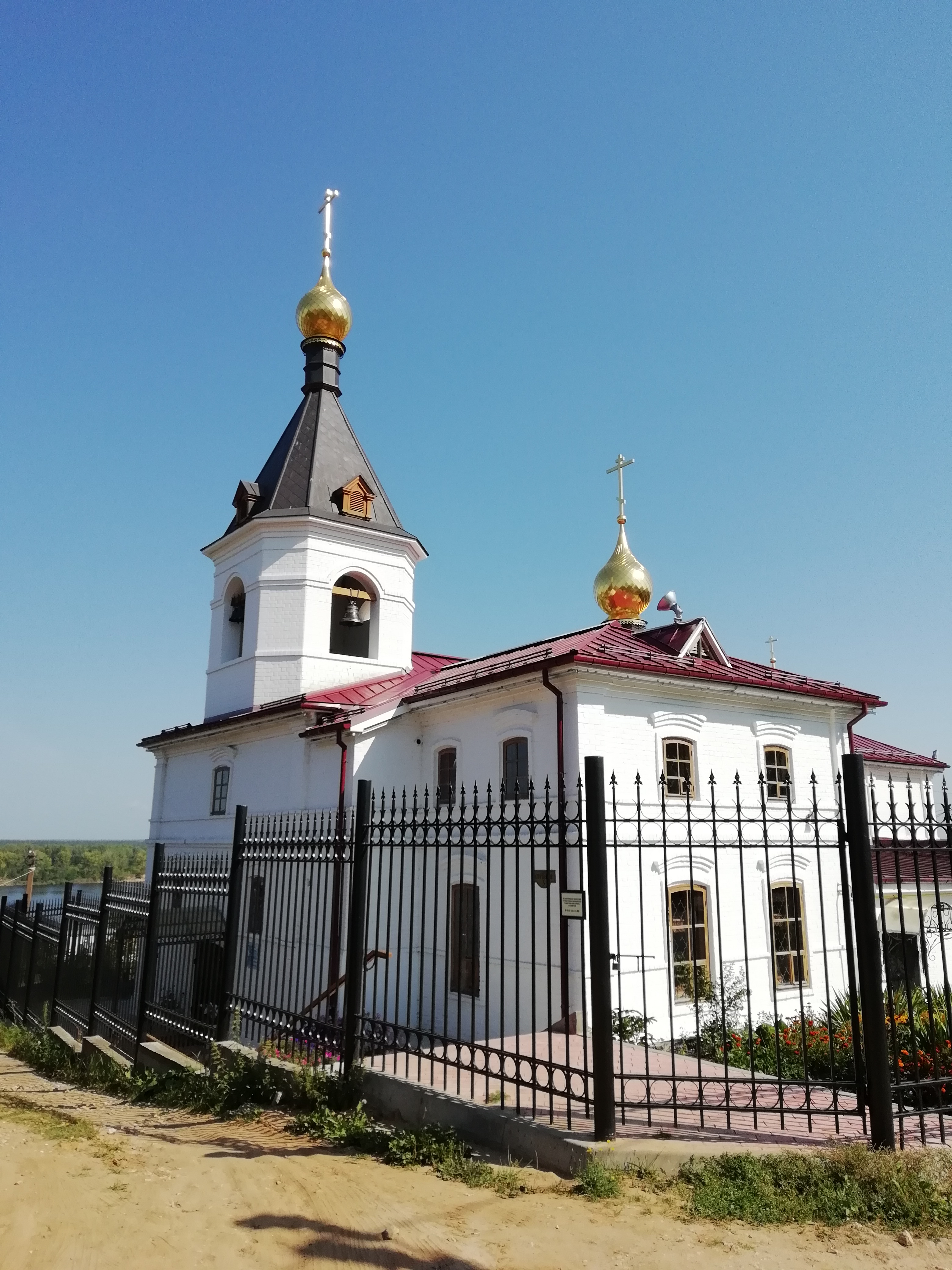
Vue de l'église des vieux-croyants
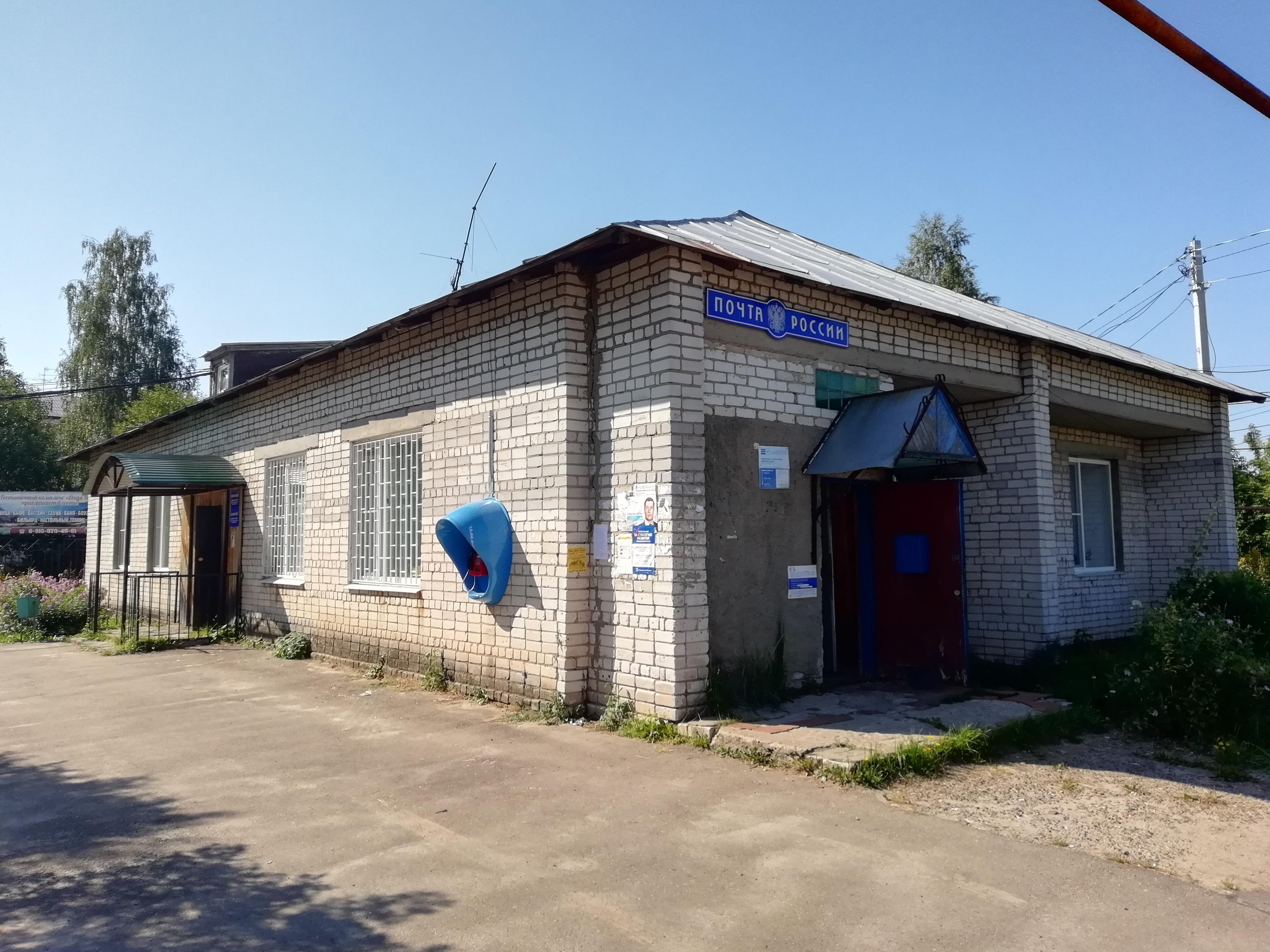
Bureau de poste
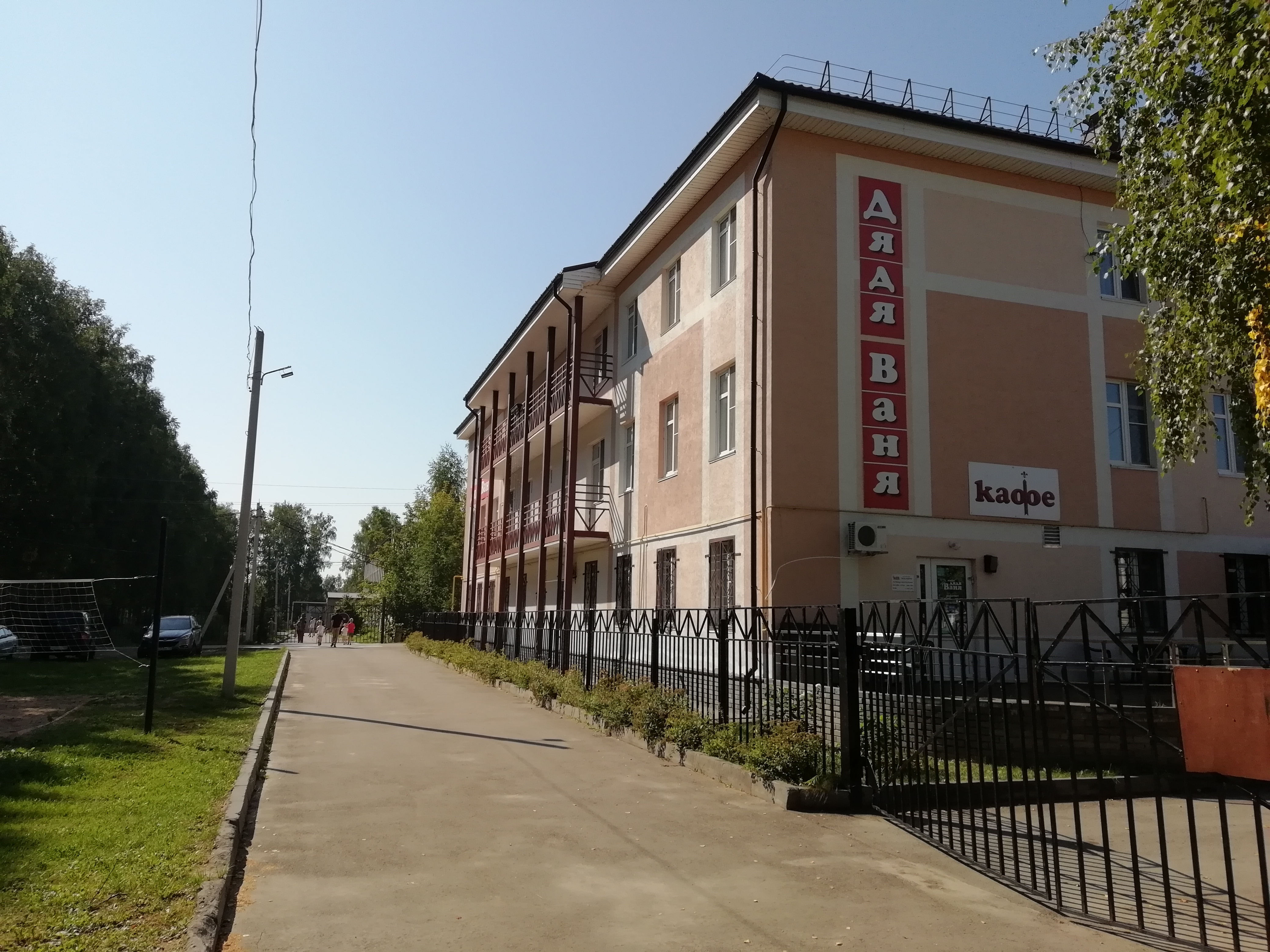
Hôtel «Oncle Vania»
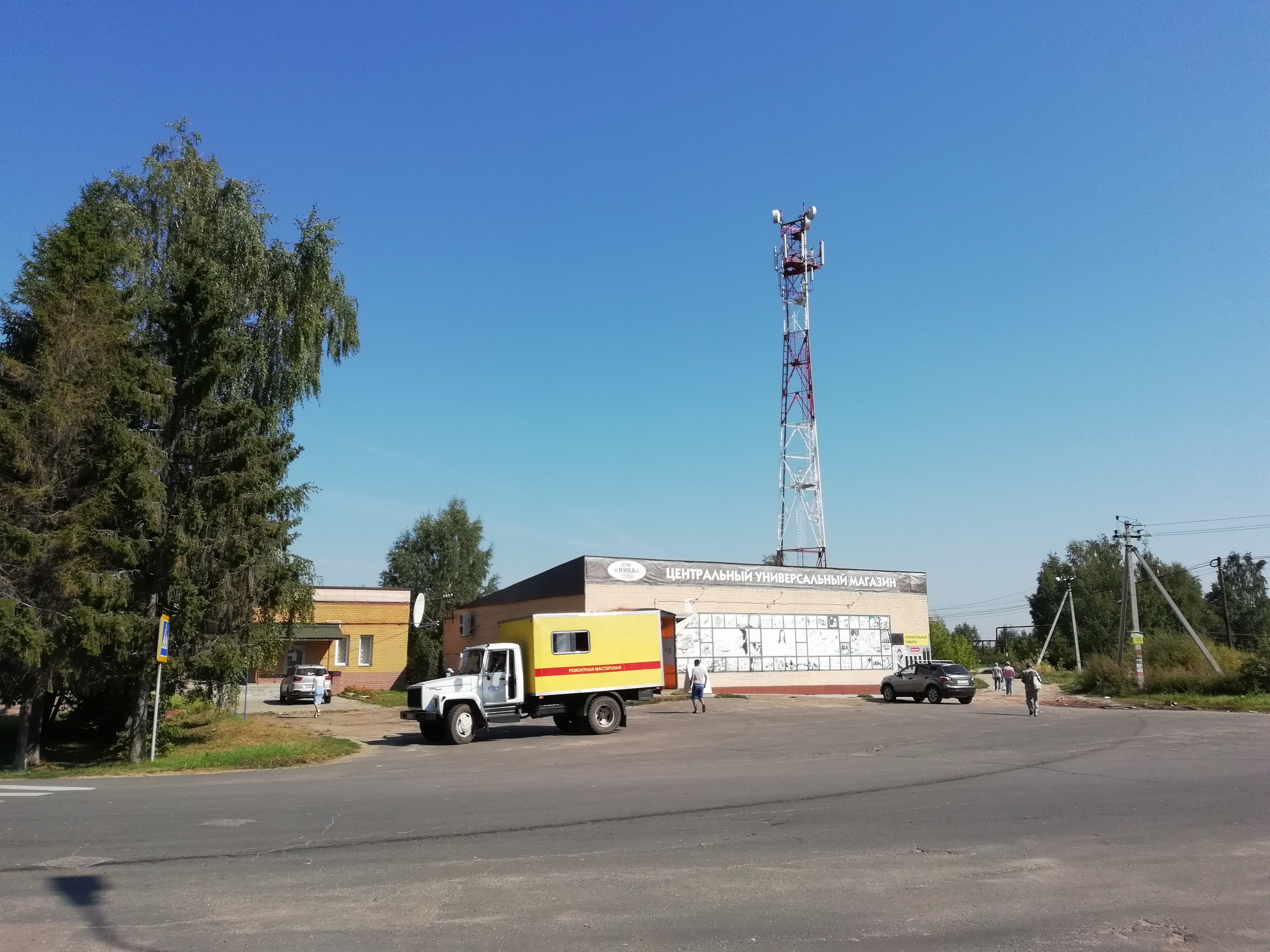
Supermarché en face de l'arrêt d'autocar
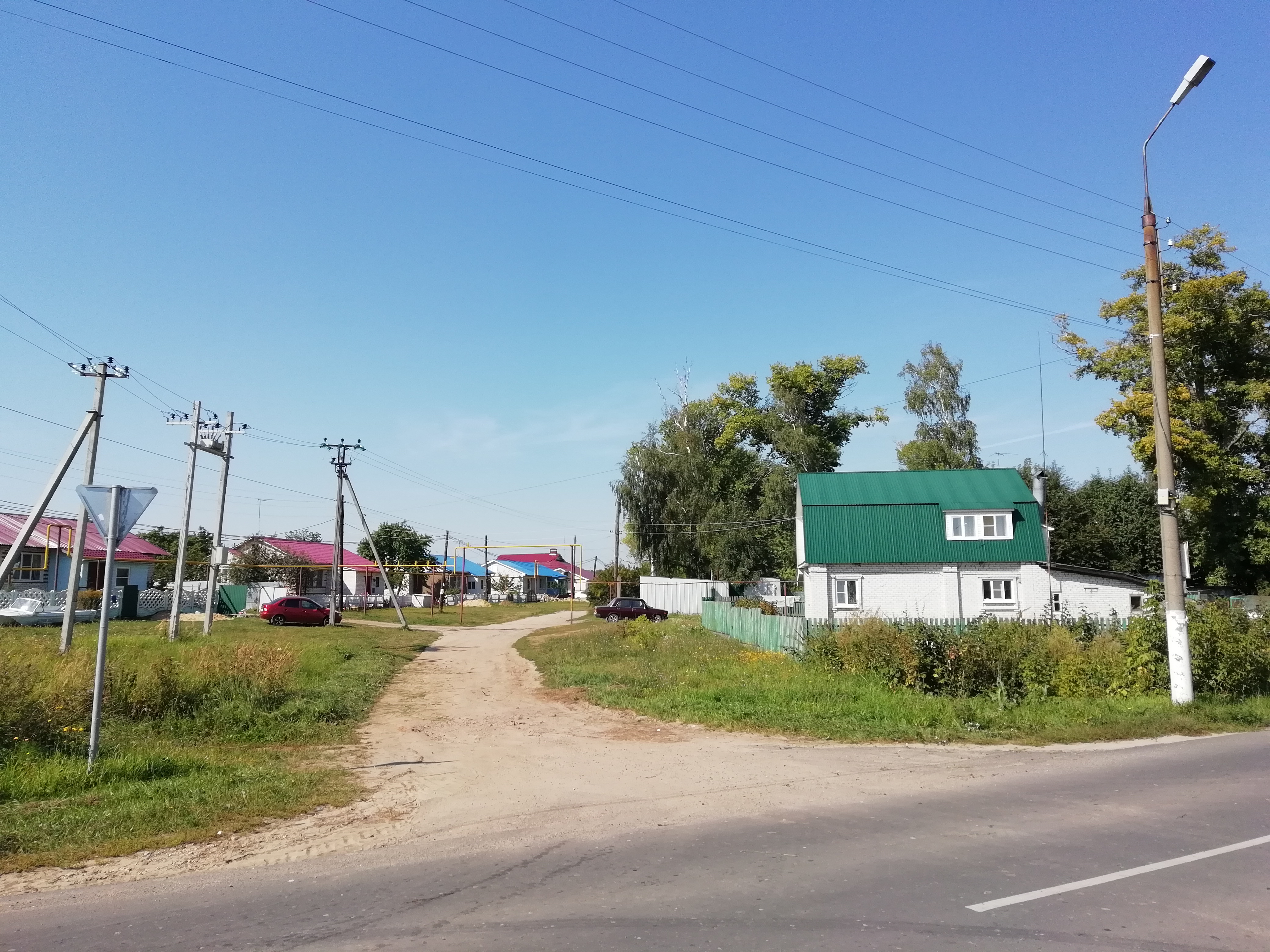
Dans les rues du village
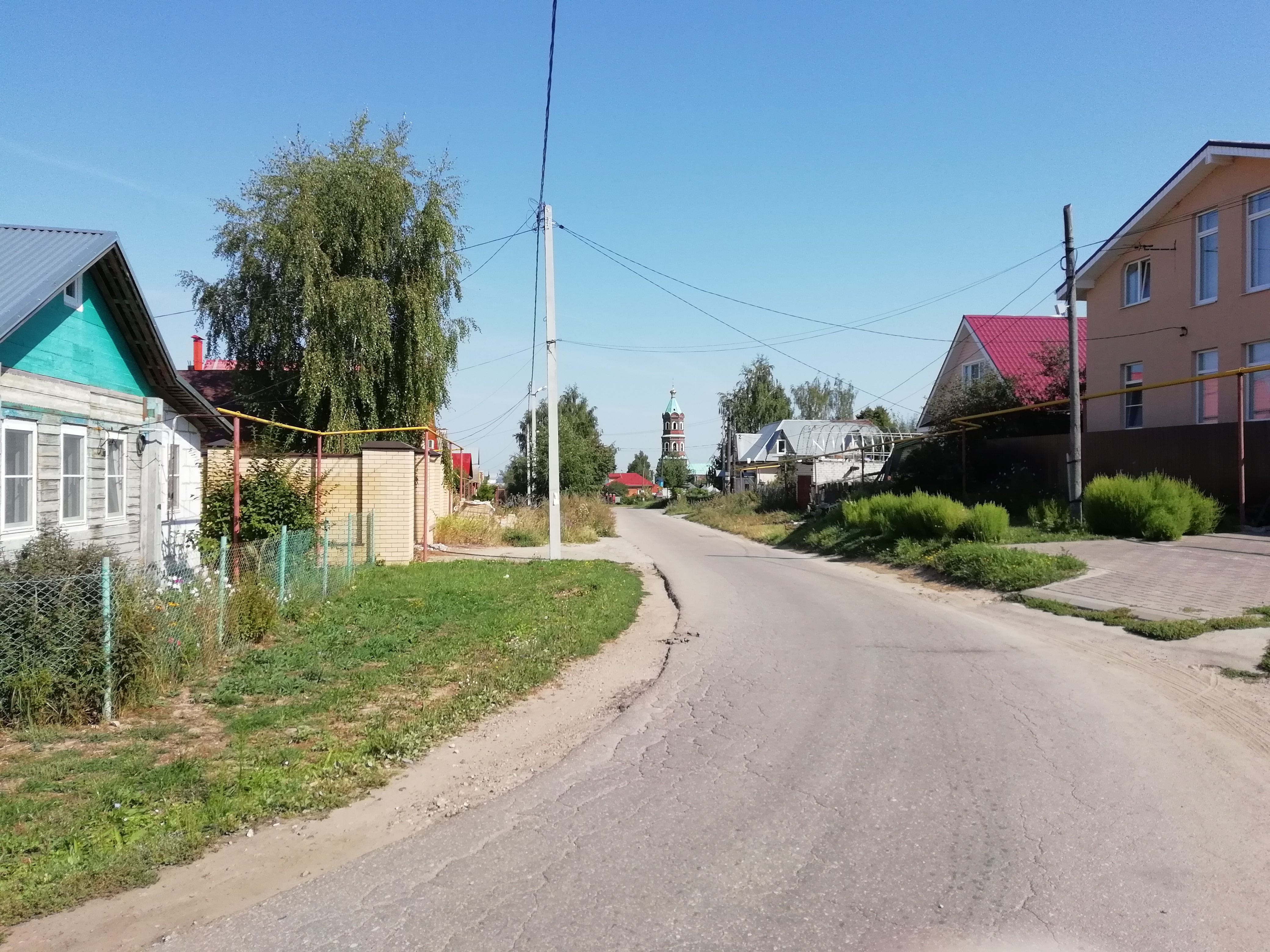
Rue vers l'église de la Trinité
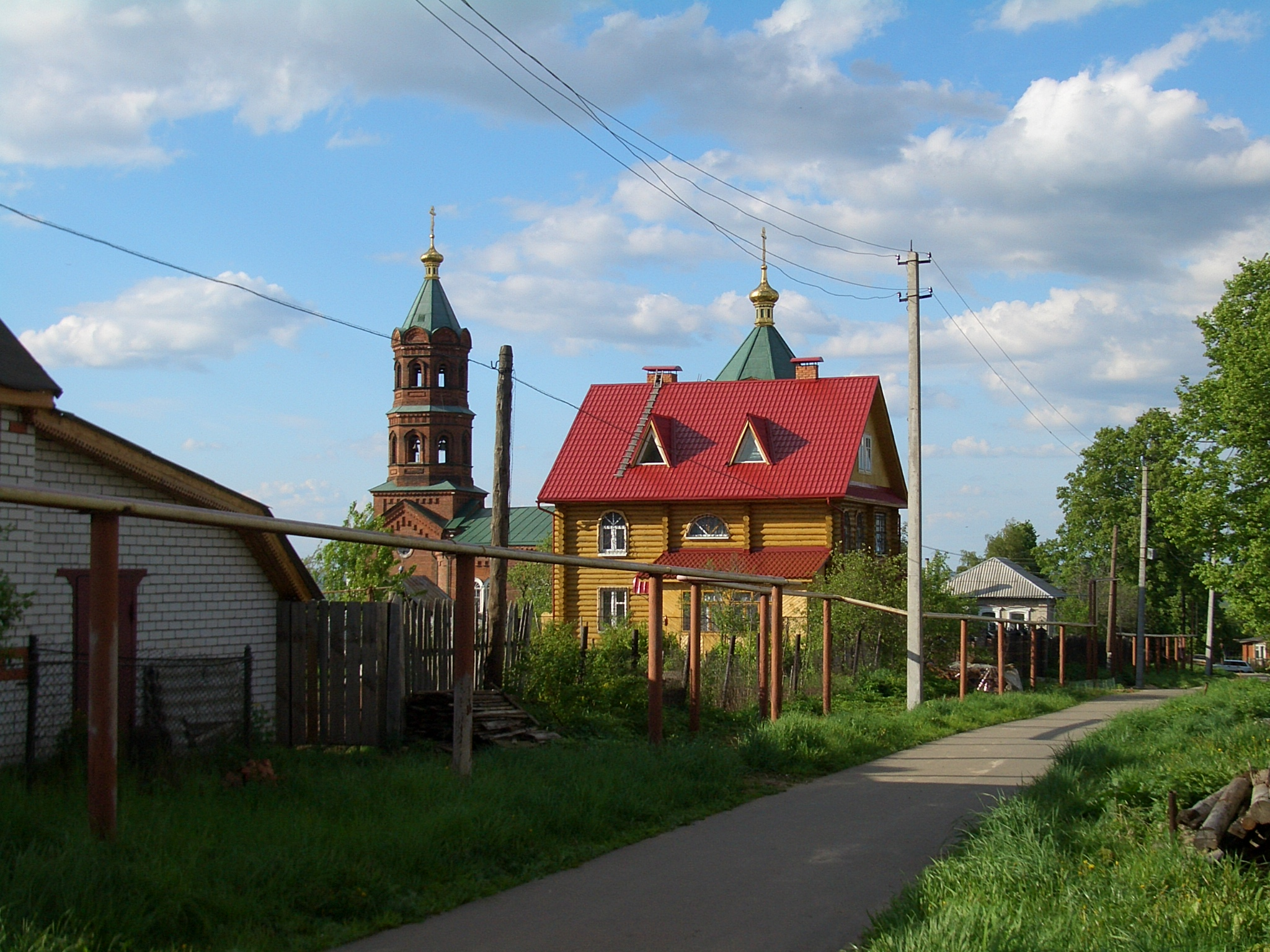
Idem
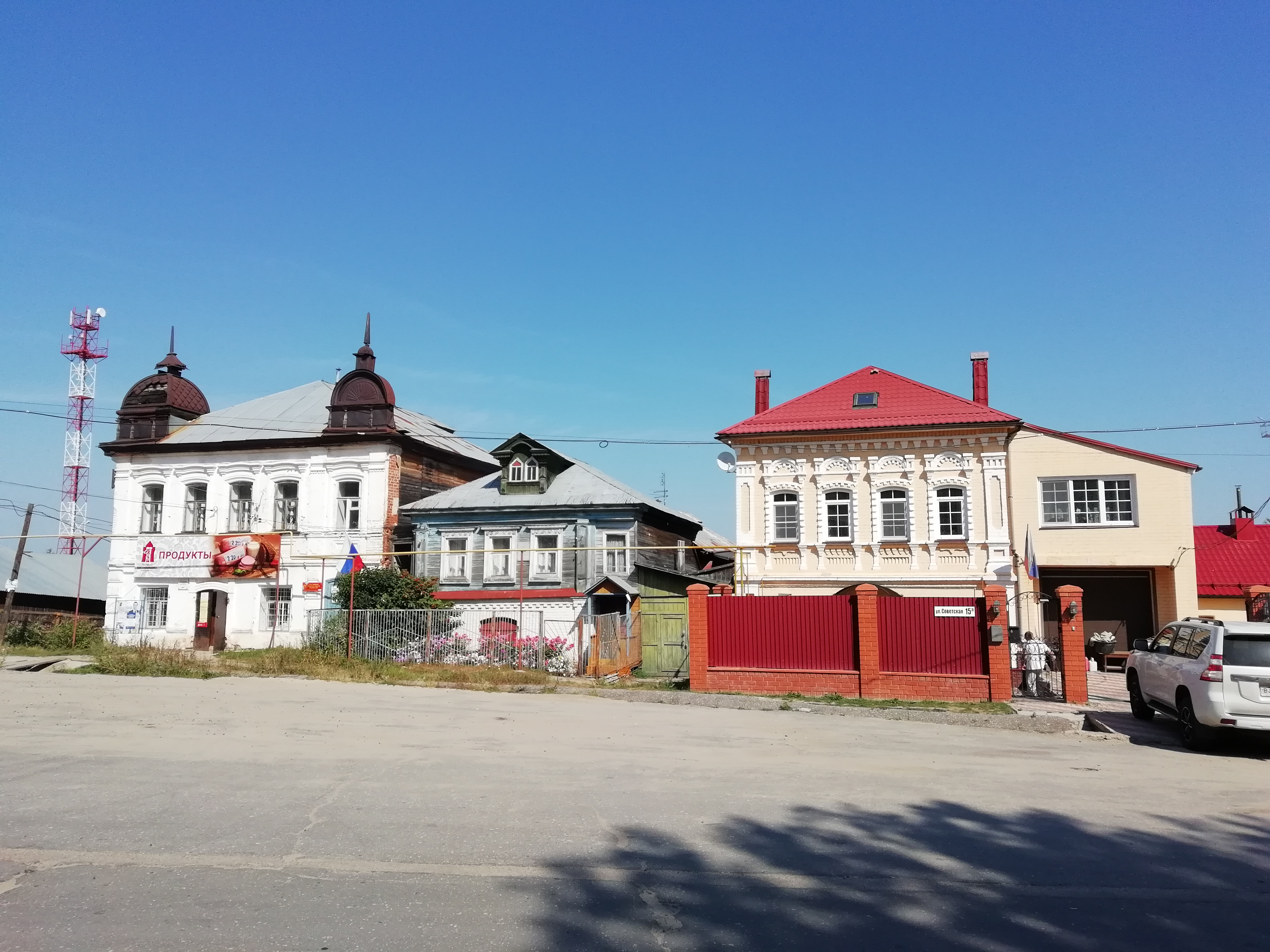
Maisons dans la partie haute du village

## Personnalités
- Joasaph (Zelenkine) (1838-1912): évêque vieux-croyant